# Carro clássico
Um carro clássico é um carro mais antigo, normalmente com 25 anos ou mais, embora as definições variem. Carros clássicos são um subconjunto de uma categoria mais ampla de "carros de colecionador" (que inclui veículos de carros clássicos restaurados e veículos exóticos mais recentes). Um subconjunto do que é considerado carros clássicos é conhecido como carros antique (fabricados antes de 1980) ou carros vintage (fabricados antes da Segunda Guerra Mundial.

## Reconhecimento do status de clássico

### Canadá
O Vintage Car Club of Canada (VCCC) reconhece veículos com 25 anos ou mais como clássicos. O VCCC é um dos mais antigos clubes de colecionadores de carros do Canadá.
A National Association of Automobile Clubs of Canada (NAACC) reconhece como clássico veículos modificados e de estoque com 20 anos ou mais. A Associação Nacional de Clubes de Automóveis do Canadá é incorporada pelo governo federal como uma corporação 'sem fins lucrativos'. Operacional desde 1970, é uma das maiores associações de veículos colecionadores da América do Norte.

### Estados Unidos
Carros produzidos em 1915 e mais antigos normalmente se enquadram na classe <i>antique</i> e isso inclui os "carros da era do bronze", definido  pelo Horseless Carriage Club of America (HCCA) como "qualquer veículo a gás, vapor e elétrico pioneiro construído ou fabricado antes de 1º de janeiro de 1916."
O termo "clássico" é frequentemente aplicado livremente pelos proprietários a qualquer carro com mais de 20 anos.

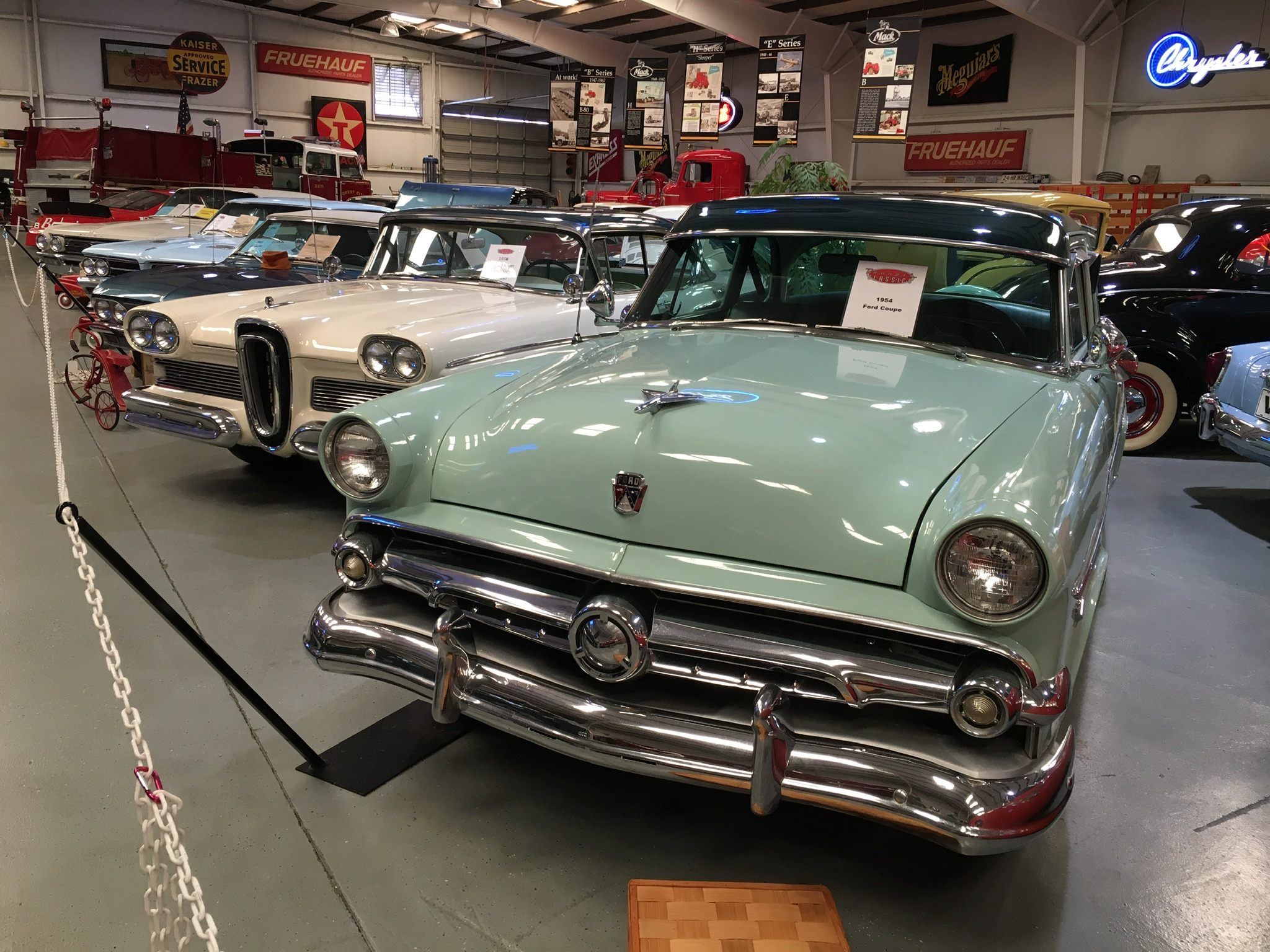
Clássicos em um museu de carros americanos